# Nannette Hegerty
Nannette «Nan» Hegerty (nacida en 1950 o 1951) es una agente de policía retirada estadounidense que se desempeñó como jefe del Departamento de Policía de Milwaukee (MPD) de 2003 a 2007. También sirvió como marshal de los Estados Unidos para el Distrito Este de Wisconsin de 1994 a 2002.
Hegerty se unió al MPD en 1976 como una de sus primeras mujeres oficiales, ascendiendo a los puestos de teniente y capitana; la primera mujer en ocupar cualquiera de los dos, antes de ser nombrada marshal por el presidente Bill Clinton en 1994. En 2002, se reincorporó al MPD y se convirtió en jefa de su comisión de delitos sensibles. Un año después fue nombrada jefa del departamento, siendo la primera y única mujer en ocupar ese cargo, que ocupó hasta su jubilación en 2007.

## Biografía
Hegerty nació en 1950 o 1951. Se la conocía cariñosamente como «Nan». Hegerty se unió al Departamento de Policía de Milwaukee (MPD) en 1976, convirtiéndose en una de las primeras mujeres agentes del departamento. Se convirtió en la primera mujer teniente y capitana en la historia del departamento en la década de 1990.
En 1994, la entonces capitana Hegerty fue nombrada marshal de los Estados Unidos para el Distrito Este de Wisconsin por el presidente Bill Clinton. Hacia finales de 2002, se reincorporó al departamento y se convirtió en jefa de la comisión de delitos sensibles.
Hegerty se convirtió en jefa del MPD el 18 de noviembre de 2003, convirtiéndose en la primera mujer en ocupar el cargo.
Como jefe, a Hegerty se le atribuyó el mérito de reintroducir el departamento de pandillas, reelaborar el sistema disciplinario y reasignar oficiales de tareas de oficina a las calles. Durante su primer año como jefa, los delitos disminuyeron y los homicidios alcanzaron el nivel más bajo en 16 años; sin embargo, el crimen se realzó en los años posteriores.
En octubre de 2004, mientras Hegerty era jefe, Frank Jude Jr., un hombre negro de 26 años, fue golpeado afuera de una fiesta de policías fuera de servicio en el vecindario de Bay View, en la que le dieron patadas en la cabeza, lo desnudaron., y amenazado por agentes con un cuchillo, acusado de robarles una placa. Diez agentes fueron acusados por su participación en la golpiza. Después del incidente, Hegerty despidió a nueve agentes, suspendió sin goce de sueldo a tres y degradó a un sargento, en el despido más grande del departamento en un solo día. Mientras era jefa, despidió a 37 agentes, mientras que sus investigaciones sobre los agentes fueron criticadas como «demasiado entusiastas» por el presidente de la Asociación de Policía de Milwaukee, John Balcerzak.
A Hegerty se le atribuyó el mérito de haber presionado para conseguir mejores oficiales; apoyar los exámenes psicológicos para los futuros agentes de policía y revisar personalmente las verificaciones de antecedentes de cada candidato. El director ejecutivo de la Comisión de Policía y Bomberos de Milwaukee, David Heard, le dio crédito por ser «capaz de ayudar a elevar nuestros estándares de contratación».
Hegerty también ayudó a modernizar el departamento, sin embargo, un nuevo sistema informático, que costó US$7 millones, encontró fallas importantes, lo que obligó temporalmente al departamento a utilizar mapas con chinchetas. También instaló cámaras en los coches patrulla.
Hegerty anunció su retiro en enero de 2007, 11 meses antes del final de su mandato, y se proyectaba que dejaría el cargo el 16 de noviembre. Para entonces, tendría 57 años y sería elegible para jubilarse. Fue la primera jefa en dimitir del cargo desde Harold Breier en 1984. Edward A. Flynn fue designado jefe para reemplazar a Hegerty el 15 de noviembre y tomó juramento en enero próximo.
Hegerty era popular como jefa, sin embargo, en sus últimos meses surgieron dudas sobre su eficacia. Mientras que el alcalde Tom Barrett la describió como «un acto de clase», diciendo que «la respetaba mucho como persona, como administradora [y] como funcionaria encargada de hacer cumplir la ley», el reverendo Rolen Womack de la Progressive Baptist Church afirmó que no logró hacer de Milwaukee una ciudad mejor, calificándola de «una buena persona», pero diciendo que no estaba sujeta a los mismos estándares que los jefes anteriores. Willie Hines, presidente del Consejo Común de Milwaukee, le dio crédito a Hegerty en varias áreas, incluido «trabajar para restaurar la imagen del departamento y las relaciones con la ciudadanía».